# Enns
|  | Per a altres significats, vegeu «Enns (ciutat)». |

L'Enns és un afluent del Danubi que passa per Àustria. Té una llargària de 254 km i constitueix al llarg del seu recorregut la frontera entre els estats federats de l'Alta Àustria i la Baixa Àustria. Al segle viii també fou el límit entre l'Imperi Carolingi i el territori dels àvars. El seu cabal mitjà és d'uns 195 m³/s, per això a començaments del segle xx varen construir-s'hi algunes centrals hidroelèctriques.
El seu curs presenta una de les més grans valls dels Alps orientals i la frontera geològica entre els Alps Centro-orientals i els Alps Calcaris Septentrionals.

## Geografia
El riu Enns sorgeix a l'estat de Salzburg, al massís de Radstädter Tauern, als peus del Kraxenkogel, a una alçada de 1.735 m. Des d'aquí flueix al llarg d'una vall formada a l'època glacial en direcció oriental cap a Estíria, passant pel costat sud del massís Dachstein.